# Enciklopedija
Enciklopedija (grčki: ἐγκύκλιος παιδεία, egkýklios paideía – "sveobuhvatno znanje"), pisano je djelo u kojem se, abecednim ili drugim metodičkim slijedom, sustavno obrađuju činjenice i spoznaje o sveukupnom ljudskom znanju. Opće enciklopedije obrađuju sva područja znanja, a specijalne enciklopedije samo znanja određenog područja (npr. vojna, pomorska, književna itd.). Enciklopedika je znanstvena disciplina koja se bavi proučavanjem enciklopedija.
Hrvat Pavao Skalić u naslovu je svoga djela Encyclopaediae seu orbis disciplinarum tam sacrarum quam profanarum epistemon (Basel, 1559.) prvi upotrijebio riječ enciklopedija u značenju srodnom današnjem.

## Povijest
Pojam ἐγκύκλιος παιδεία (egkýklios paideía) u značenju "sustavna i opća naobrazba" vjerojatno potječe od Hipije iz Elide, sofista iz V. st. pr. Kr. Iako antika nije poznavala pojam enciklopedije u modernom smislu, uz isticanje važnosti antičkih leksikografa i glosografa kao prethodnika, Aristotelova sabrana djela smatraju se enciklopedijom tadašnjeg znanja. 
Marcijan Kapela (Martianus Minnaeus Felix Capella) iz Kartage (V.st.) sastavio je enciklopedijski roman u prozi i stihu, koji se javlja i pod naslovom Satyricon, kao i Svadba Merkura i Filologije (De nuptiis Mercurii et Philologiae). To je djelo napravljeno u 9 svezaka, po svojoj naravi alegorijsko i mitologijsko, ali i enciklopedično.
Izidor Seviljski (570. – 636.) bio je seviljski biskup, koji je ostavio nedovršeno djelo Knjiga etimologijâ (Liber ethimologiarum), koja je posmrtno podjeljena i objavljena u 20 knjiga. To ne predstavlja tipičan jezikoslovni priručnik, nego sumu sveukupnog antičkog znanja s različitih područja. Tu se nalaze ljekarništvo i liječništvo, ali i 7 slobodnih umijeća, te pravo, crkva, jezik, ljudi, životinje, elementi, kovine, ratne vještine, poljodjelstvo, povrtlarstvo, jela i pića.
Hraban Maur (Hrabanus Magnentius Maurus, 780. – 856.) bio je Izidorov sljedbenik, koji se u svojem glavnom djelu O svijetu (De Universo, u 22 knjige) služio svojim prethodnikom izbacujući mnoge antičke jedinice, a dodajući mnoge svetopisamske natuknice. Cijenjen je zbog zasluga za širenje znanja među istočnim Francima. Stekao je naziv Praeceptor Germaniae. Njegovo glavno enciklopedijsko djelo poznato je još i pod trima drugim naslovima: O podrijetlu stvarî (De origine rerum), O sveopćoj naravi (De universali natura) i O naravi stvarî (De natura rerum).
Vincent od Beauvaisa (1190. – 1264.) smatra se sastavljačem najpoznatije srednjovjekovne enciklopedije. Glavno se djelo zove Veće zrcalo – Speculum maius (Knjižnica svijeta – Bibliotheca mundi), te je po strukturi trodijelno: Naravno zrcalo (Speculum naturale), Zrcalo nauka (Speculum doctrinale) i Povijesno zrcalo (Speculum historiale). U njemu je sustavno obrađena prirodna znanost, govorništvo, pravo i povijest te se smatra najvećim enciklopedičkim priručnikom XIII. stoljeća, uz četvrti dodatni dio Ćudoredno zrcalo (Speculum morale).
Talijanski pisac i Danteov učitelj Brunetto Latini (1220. – 1294.) ubraja se među najistaknutije enciklopedičke pisce po svojem djelu na starofrancuskom jeziku, pisanom u Francuskoj, Knjiga riznice ili Riznica (Li Livres dou Trésor) u 3 dijela. U tom se djelu obrađuju, uz biblijski predmetnik; povijest, etika, zvjezdoznanstvo i zemljopis.
Bartholomaeus Anglicus (Bartholomew the Englishman ili Bartolomej Englez, 1230–50) sastavio je enciklopediju O svojstvima stvari (De proprietatibus rerum). To je djelo bilo prevedeno na engleski 1398., dok se latinski prijevod pojavio 1470. Prije 1500. to je djelo doživjelo desetak izdanja zbog neobičnosti u izboru predmeta jer se bavilo i o naravi anđela, kao i svojstvima alkoholnih napitaka.
Gregor Reisch, katolički teolog i filozof, objavio je 1503. u Freiburgu, enciklopedijsko djelo (Filozofski biser – Margarita philosophica), koje se bavi trivijem i kvadrivijem, kao i podrijetlom naravnih pojava.
Raphael Maffei, napisao je u Rimu enciklopediju XXXVIII knjiga bilježaka o gradskim stvarima (Commentariorum rerum urbanorum libri XXXVIII, 1506.) koja pozornost posvećuje novovjekovnim zemljopisnim otkrićima i sustavnoj obradi životopisa istaknutih pojedinaca.
Johann Heinrich Alsted (1588. – 1638.), njemački teolog i filozof, napisao je enciklopedijsko djelo Enciklopedija razlučena u sedam svezaka (Encyclopaedia septem tomis distincta, 1630.).
Osamnaesto stoljeće nazvano je zlatnim razdobljem europske enciklopedike. Najznačajna izdanja tog vremena su: Chambersova Enciklopedija i Zedlerov Leksikon. Ephraim Chambers 1728. godine objavio je i posvetio engleskom kralju enciklopedijsko djelo u 2 sveska pod naslovom Ciklopedija ili opći rječnik umjetnosti i znanosti koji sadržava objašnjenja naziva i opis stvari koje se njima označuju u nekoliko umjetnosti, kako slobodnih, tako tehničkih i nekoliko znanosti, kako ljudskih, tako i božanskih (Cyclopaedia or an Universal Dictionary of Arts and Sciences containing an Explanation of the Terms and an Account of the Things Signified thereby in the several Arts, Liberal and Mechanical, and the several Sciences, Human and Divine). Chambers je isticao kako njegovo djelo nije uradak jednog uma, nego je proizvod sveobuhvatnog ljudskoga znanja.
Johann Heinrich Zedler (1706. – 1760.), knjižar iz Leipziga, objavio je Veliki sveobuhvatni opći leksikon svih znanosti i umjetnosti koje su do sada ljudski um i umješnost izumili i poboljšali (Grosses vollständiges Universal-Lexikon Aller Wissenschaften und Künste welche bisher durch menschlichen Verstand und Witz erfunden und verbessert worden) koji je izdan u 64 sveska u razdoblju 1732. – 1750. Na radu tog djela sudjelovao je veći broj urednika i suradnika. U njemu su obuhvaćene humanističke,prirodne i primijenjene znanosti kao i biografije istaknutih pojedinaca.
Chambersovo djelo (Ciklopedija) poslužilo je kao osnova za najpoznatiju europsku enciklopediju, Francusku enciklopediju, koja je paradigma moderne enciklopedije. To djelo je proizvod zajedničkoga rada većega broja enciklopedijskih pisaca, koji su u povijesti i ostali pod imenom enciklopedisti (kako se nazivaju petorica najpoznatijih: Rousseau, Voltaire, Diderot, D’Alambert i Helvetius). Francuska Enciklopedija izdana je pod nazivom Enciklopedija ili razumski rječnik znanosti, umjetnosti i obrta, sastavljen od udruge učenjaka (Encyclopédie ou Dictionnaire raisonné des sciences, des arts et des métiers, par une société de gens de lettres). Začetnik i voditelj Francuske enciklopedije bio je Denis Diderot. Ta je enciklopedija izlazila u Parizu od 1751. do 1772. u 17 folio-svezaka i 11 svezaka s bakrorezima. Urednici su bili Denis Diderot i Jean-Baptiste D'Alembert koji su u projekt Francuske enciklopedije uključili francuske znanstvenike, filozofe i književnike. Projekt je bio započet s dvadesetak suradnika, ali je na kraju narastao do pedeset pisaca različitih članaka. Bila su obuhvaćena područja duhovnih znanosti (filozofije, teologije, književnosti i jezika), ali i teorijskih i primijenjenih znanosti (matematike, fizike i ekonomije) te povijest, politika i glazba. Posebnost Francuske enciklopedije bila je i sustavna obrada područja rada, obrta, umijeća, tehnike i izuma, uz opise prirodnih zakona i znanstvenih metoda. Francuska enciklopedija nije imala kao cilj samo informacije o svim područjima znanja i iskustava nego i kritički osvrt na tadašnja politička zbivanja. Prilozi u enciklopediji bili su raznovrsni po razini i točnosti, odnosno, neki su bili više feljtonski i polemični, pa samim time i nedostatno enciklopedijski.
Prvo izdanje britanske enciklopedije (Britanska enciklopedija ili Rječnik umjetnosti i znanosti – The Encyclopaedia Britannica or Dictionary of Arts and Sciences) izdano je 1771. Pojedina područja nalaze se u sustavu odvojenih rasprava, a obrađuju se u abecednom poretku, povezana s odgovarajućim znanostima. Područja koja su bila istaknuta su botanika, koja dobiva sve više prostora, kao i zemljopis, liječništvo i ljekarništvo te kemija i mineralogija. Najistaknutiji urednici u XIX. st. bili su Archibald Constable, James Mill, Ricardo, Malthus, Hazlitt i Sir Walter Scott. U XX. st. enciklopedija je nastavila svoju tradiciju sustavnoga povećanja teorijskih, prirodnih i primijenjenih znanosti, te obrta i umijeća, uz sve više biografskih natuknica iz povijesti i politike. U XVIII. st. počinju se javljati i priručnici u obliku Conversations-Lexicona. Niz takvih izdanja počinje djelom Razgovorni leksikon s osobitim obzirom na suvremeno doba (Conversations-Lexikon mit vorzüglicher Rücksicht auf die gegenwärtigen Zeiten) izdan u 6 svezaka u Leipzigu (1796. – 1808.). To je djelo započeo G. R. Löbel, ali ga je 1808. kupio F. A. Brockhaus, pod čijim je imenom taj tip enciklopedije postao svjetski poznat.
Riječ "enciklopedija", najbliža današnjem značenju, prvi je upotrijebio hrvatski polihistor Pavao Skalić, 1559. u djelu "Encyclopediae seu orbis disciplinarum tam sacrarum quam profanarum epistemon".

## Enciklopedije na hrvatskom jeziku
Prvi nedovršeni moderni pokušaj hrvatske enciklopedije je Hrvatska enciklopedija, "Priručni rječnik sveobćega znanja" Ivana Zocha i Josipa Mencina, tiskana u dva sveska u Osijeku 1887. i 1890. godine ("A-Bžedusi", "C-Gzel").
Od 1940. do 1945. godine u Zagrebu izdavana je nedovršena Hrvatska enciklopedija Mate Ujevića u pet svezaka ("A-Automobil", "Automaši-Boito", "Boja-Cleveland", "Cliachit-Diktis", "Dilatacija-Elektrika"), koja je po svršetku Drugog svjetskog rata zbog političkih razloga pala u zaborav. No to je izdanje, čija su Ujević i njegov tim bili su jezgra oko koje je Miroslav Krleža okupio Leksikografski zavod FNRJ, današnji Leksikografski zavod Miroslav Krleža (LZMK), čija je djelatnost primarno izdavanje enciklopedija u modernoj Hrvatskoj.

### Opće enciklopedije LZ
U razdoblju 1945. – 90. godine izdavanjem enciklopedija bavio se Jugoslavenski leksikografski zavod u Zagrebu. Zavod je do raspada Jugoslavije objavio tri izdanja svoje opće enciklopedije, prvo kao Enciklopediju Leksikografskog zavoda (prvo izdanje 1956-64. godine, sedam svezaka; drugo izdanje, šest svezaka), a zatim pod imenom Opća enciklopedija Jugoslavenskog leksikografskog zavoda (prvo, tj. ukupno treće izdanje 1977. – 1982. godine, sačinjeno od osam svezaka i jednog dopunskog).
Godine 1994. tiskan je ogledni arak nove Hrvatske enciklopedije urednika Dalibora Brozovića, no nakon koncepcijskih promjena, to je izdanje prošireno "općom" sastavnicom te je 1999. godine tiskan prvi svezak Hrvatske enciklopedije. Od petog sveska glavni je urednik bio akademik August Kovačec; od osmoga sveska (2006) glavni je urednik Slaven Ravlić. U jedanaest svezaka na 9320 stranica objavljeno je 67 077 članaka].

### Specijalizirane enciklopedije LZ
Leksikografski je zavod izdao i sljedeće specijalizirane enciklopedije:
- "Pomorska enciklopedija" - osam svezaka
- "Medicinska enciklopedija" - osam svezaka i dva dopunska
- "Tehnička enciklopedija" - trinaest svezaka
- "Šumarska enciklopedija" - dva sveska
- "Poljoprivredna enciklopedija" - tri sveska
- "Muzička enciklopedija" - tri sveska
- "Filmska enciklopedija" - dva sveska, urednik Ante Peterlić
- "Enciklopedija hrvatske umjetnosti" - dva sveska ponovljena kao "Hrvatska likovna enciklopedija" uz Vjesnik tijekom 2005. godine u osam svezaka.
- "Krležijana" - tri sveska, personalna enciklopedija Miroslava Krleže, urednik Velimir Visković
- "Istarska enciklopedija" - jedan svezak
- "Hrvatska književna enciklopedija" - četiri sveska (sv. 1-2, 2010), urednik Velimir Visković

### Opća i nacionalna enciklopedija
Opća i nacionalna enciklopedija u 20 knjiga, glavnog urednika Antuna Vujića, izdanje je Pro Leksisa d.o.o. i Večernjeg lista. Od 2005. do kraja 2007. izdano je svih 20 svezaka.
Riječ je o općem enciklopedijskom priručniku leksikonskoga tipa po uzoru na Brockhausa i s dodanom hrvatskom sastavnicom, s oko 80 000 članaka, 6 000 stranica i 19 000 ilustracija.

### Wikipedija na hrvatskom
U nastajanju je i Wikipedija, besplatna enciklopedija sa slobodnim sudjelovanjem uglavnom amaterskih suradnika, dostupna preko interneta, koja u ovom trenutku ima 225 639 članaka.

## Oblici enciklopedija
Do pojave računala uobičajena je bila knjižna enciklopedija, čija se jednosveščana ili dvosveščana izdanja s kraćim natuknicama zovu leksikoni, dok se izdanja od 5, 10 ili čak 50 knjiga uglavnom nazivaju enciklopedijama jer su u njima teme obrađene relativno kratko, no ipak daju cjeloviti pregled ljudskog znanja za razliku od leksikona koji je ograničen i po broju natuknica i po njihovom opsegu.
Mana knjižnih enciklopedija je njihova veličina, stoga su se u knjižnicama u 20. stoljeću počeli koristiti aparati za pregledavanje mikrofilmova.
Računalna tehnologija izravno je utjecala na formu enciklopedije. Velika količina podataka može se pohraniti na malo mjesta (bilo na tvrdi disk ili optički medij - CD ili DVD), te je omogućeno pretraživanje i povezivanje tih podataka. Primjeri najpoznatijih komercijalnih enciklopedija na CD-ovima, odnosno, DVD-ovima su Encarta i Encyclopædia Britannica.
Internetske enciklopedije karakterizira mogućnost kontinuiranog rada korisnika na net-enciklopediji koji je održavaju aktualnom i time omogućavaju najnovije informacije o željenoj temi u enciklopedijskom obliku. Primjeri internetskih enciklopedija su Wikipedija, Everything2 i Encyclopædia Britannica.

### Enciklopedije
- New International Encyclopedia
- Encyclopædia Britannica

## Vanjske poveznice
- Leksikografski zavod Miroslav Krleža
- An enormous list of links to dictionaries and encyclopedias (last updated Nov. 1999)
- Encyclopedia Meta Search  Arhivirana inačica izvorne stranice od 3. kolovoza 2003. (Wayback Machine)

## Internetske enciklopedije
- Leksikografski zavod Miroslav Krleža
- Britannica
- Britannica 1911
- Ruska enciklopedija 1890-1907
- Ukrajinska enciklopedija na engleskom jeziku